# Saxons de Transylvanie
 (août 2019).
Si vous disposez d'ouvrages ou d'articles de référence ou si vous connaissez des sites web de qualité traitant du thème abordé ici, merci de compléter l'article en donnant les références utiles à sa vérifiabilité et en les liant à la section « Notes et références ».
Pour un article plus général, voir Allemands de Roumanie.
Les Saxons de Transylvanie (latin : Saxones, Hospites Flandrenses et Theutonici, Primi hospites regni, en allemand : Siebenbürger Sachsen, en roumain : Sași transilvani/transilvăneni, en dialect saxon transylvain: Siweberjer Såksen ou simplement Soxen, en hongrois : erdélyi szászok) sont une population d'origine prédominante germanique et allemande dont les ancêtres s'installèrent dans le principauté de Transylvanie à partir du milieu du XIIe siècle.
La colonisation de la Transylvanie par des populations germanophones fut voulue et favorisée par le roi Géza II de Hongrie (1141-1162), suzerain des principes transylvains. Pendant des décennies, la tâche principale de ces colons allemands était de défendre la frontière sud-est du royaume de Hongrie contre les incursions des Tatars et, plus tard, des Turcs ottomans. La colonisation continua jusqu'à la fin du XIIIe siècle. Alors que les colons venaient pour la plupart de l'Ouest du Saint-Empire romain germanique et parlaient généralement des dialectes franciques, ils sont collectivement connus sous le nom de Saxons à cause d'une confusion des Allemands de Saxe qui travaillaient pour la chancellerie hongroise pendant le Moyen Âge.

## Histoire

### Colonies du Moyen Âge
La phase initiale de la colonisation allemande commença au milieu du XIIe siècle avec des colons et concerna ce qui deviendra la province d'Hermannstadt (actuelle Sibiu) (en allemand : Altland ; en roumain : Țara Oltului ; en hongrois: Szászföld terre des Saxons, ou Kiralyföld terre du Roi). Bien que la raison principale de l'invitation de Géza II fût (comme pour les Sicules) la défense de la frontière contre les envahisseurs, les Allemands étaient aussi recherchés pour leur connaissance des métiers de la mine et leur capacité à développer l'économie de la région. Beaucoup de colons de cette région venaient du Luxembourg et de la région mosellane.
Une deuxième phase de la colonisation allemande se déroula au début du XIIIe siècle et les colons étaient principalement originaires de Rhénanie, des Pays-Bas méridionaux, et de la région de Moselle, avec d'autres de Thuringe, de Bavière, et même de France. Une colonie dans le nord-est de la Transylvanie était centrée sur la ville de Bistrița (allemand : Nösen, plus tard Bistritz), sur la rivière Bistrița. Le pays alentour était le Năsăud (allemand : « Nösnerland »). L'immigration continua depuis l'Empire et étendit la zone des Saxons plus loin vers l'est. Des colonies-filles de la région du Cibin (Sibiu) se dispersèrent dans la « Harbachthal » (la « vallée de la Hârtibaciu » et jusqu'au pied des monts Cibin et Sebeş). La région centrée sur la ville de Mühlbach (actuel Sebeș) était connue sous le nom d'« Unterwald ». Au nord de Hermannstadt se trouvait le « Weinland » autour de Mediasch (actuel Mediaș).
En 1211 le roi André II de Hongrie invita l'ordre des Chevaliers Teutoniques à coloniser et à défendre le pays de Bârsa (Burzenland) dans le sud-est de la Transylvanie. Pour garder les cols des Carpates contre les Coumans, les chevaliers construisirent de nombreux châteaux et villes, fortifiant la ville principale de Brașov (Kronstadt). La colonisation dans le pays de Bârsa consistait principalement en colons de l'« Altland ». Alarmé par la puissance des chevaliers qui grandissait rapidement, André II expulsa en 1225 l'Ordre qui fut ré-installé en Prusse en 1226, bien que les colons civils restassent dans le pays de Bârsa.
Les frontières orientales médiévales du royaume de Hongrie furent alors défendues au nord-est par les Saxons du Năsăud, à l'est par les Sicules non allemands, au sud-est par les châteaux construits par les Chevaliers Teutoniques et les Saxons de Bârsa, et au sud par les Saxons de l'Atland.

### Organisation médiévale

#### Organisation légale
Bien que les chevaliers aient quitté la Transylvanie, les colons saxons restèrent et le roi leur permit de garder leurs droits et obligations par le diplôme « Andreanum » (allemand : Goldener Freibrief der Siebenbürger Sachsen) de 1224. Ce document confère aux populations allemandes du territoire entre Drăușeni (Draas) et Orăștie (Broos) une autonomie administrative et religieuse et des obligations envers le roi de Hongrie. Le territoire qui fut colonisé par les Allemands couvrait une zone d'environ 30 000 km2. Pendant le règne du roi de Hongrie Charles-Robert d'Anjou (probablement entre 1325 et 1329), les Saxons s'organisèrent en Chaires saxonnes.

#### Organisations religieuses
À part l'ordre Teutonique, d'autres organisations religieuses importantes pour le développement des communautés allemandes étaient les abbayes cisterciennes de Igrisch (Igriș) dans la région du Banat et de Cârța en Făgăraș.
La première organisation religieuse des Saxons fut la Prévôté d'Hermannstadt (Sibiu), fondée le 20 décembre 1191. Pendant ces années précoces, elle incluait les territoires du Cibin, de Leschkirch (Nocrich), et de Groß-Schenk (Cincu), zones qui avaient été colonisées en premier.

### Fortification des villes
L'invasion mongole de 1241-1242 dévasta le royaume de Hongrie et le voïvodat de Transylvanie. Bien que les Saxons firent de leur mieux pour résister aux mongols et tatars, beaucoup de colonies furent détruites. Après la fin des invasions, de nombreuses villes de Transylvanie furent fortifiées par des châteaux de pierre et le développement des villes fut encouragé. Beaucoup étaient défendues par des « Kirchenburgen », ou églises fortifiées avec des murs massifs. L'expansion rapide des cités habitées par les Saxons fit que la Transylvanie fut appelée en allemand « Siebenbürgen », en référence aux sept villes fortifiées :
- Bistritz/Nösen/Bästerts (Bistrița) ;
- Hermannstadt/Härmeschtat/Hermestatt (Sibiu) ;
- Klausenburg/Kleusenburch (Cluj) ;
- Kronstadt/Kruhnen (Brașov) ;
- Mediasch/Medwesch (Mediaș)
- Mühlbach/Melnbach (Sebeș) ;
- Schässburg/Schäsbrich (Sighișoara).

### Classe privilégiée
Les Saxons de Transylvanie étaient membres de l'Union des trois nations (« Unio Trium Nationum »), signée en 1438. Cet accord garantissait les privilèges des trois groupes dominants catholiques (noblesse hongroise, Sicules et Saxons) et excluait la paysannerie orthodoxe et roumaine, tombée depuis cette date en servitude, de tout droit politique ou foncier.
Pendant la Réforme protestante, beaucoup de Saxons de Transylvanie, ainsi qu'une partie des Sicules se convertirent au luthéranisme. Comme la principauté de Transylvanie était un des États d'Europe les plus tolérants aux protestants, les Saxons avaient le droit de pratiquer leur religion. Lors de la Contre-Réforme, les Habsbourg promurent le catholicisme, mais la majorité des Saxons resta luthérienne. À la même époque, une partie des orthodoxes se rallia au catholicisme sous l'impulsion de l'évêque Samuel Micu-Klein, et forma l'Église Uniate ou gréco-catholique.
Les conflits qui opposèrent l'Autriche et la Hongrie à l'Empire ottoman à partir du XVIe siècle aboutirent en 1699 au passage de la principauté de Transylvanie sous suzeraineté des Habsbourg autrichiens, et une troisième phase plus faible de colonisation débuta, les colons de cette période, catholiques, étant appelés Souabes de Transylvanie (allemand: Siebenbürger Schwaben ; roumain : Șvabi, hongrois : Svábok) même si seule une partie était d'origine Souabe (d'autres venaient de Bade, du Wurtemberg, d'Alsace et de Lorraine, y compris de Lorraine francophone). Ces Souabes travaillaient comme administrateurs et servaient comme officiers militaires, spécialement pendant les guerres entre la monarchie des Habsbourg et les Ottomans. Pour les Saxons et les Souabes, Sibiu/Hermannstadt était un important centre culturel de Transylvanie, tandis que Brașov/Kronstadt était un centre surtout économique et politique.

### Perte du statut d'élite
L'empereur Joseph II d'Autriche tenta de dissoudre la « Unio Trium Nationum » à la fin du XVIIIe siècle. Ses actions visaient l'inégalité politique en Transylvanie, particulièrement la force politique de la noblesse hongroise et des Saxons. De nombreux Saxons commencèrent à se percevoir eux-mêmes comme une petite minorité opposée aux revendications de la majorité paysanne roumaine et hongroise. Bien qu'ils soient restés un groupe riche et influent, les Saxons n'étaient plus une classe dominante.
Pourtant, pendant les Révolutions de 1848, les Saxons encouragèrent la tentative des Roumains d'obtenir un statut politique égal, s'opposant ainsi à la révolution hongroise de 1848 qui menaçait leurs propres privilèges. Les Hongrois, en revanche, aussi bien nobles que paysans, désiraient l'unification complète de la Transylvanie avec le reste de la Hongrie et soutinrent donc Lajos Kossuth. Le pasteur allemand Stephan Ludwig Roth qui soutenait les revendications politiques des Roumains, fut exécuté par les radicaux hongrois pendant la révolution.
Bien que la révolution hongroise ait été défaite par les forces autrichiennes et russes en 1849, la Transylvanie fut tout de même unie à la Hongrie dix-huit ans plus tard, lors du compromis (Ausgleich) entre l'Autriche et la Hongrie de 1867. Durant la période austro-hongroise qui dura 51 ans (1867-1918), les Hongrois engagèrent une politique de magyarisation forcée qui dressa les Saxons et les Roumains contre la « Double-Monarchie » et plus spécialement contre la Hongrie.
C'est pourquoi, à l'issue de la Première Guerre mondiale, les Saxons soutinrent largement l'unification de la Transylvanie avec le royaume de Roumanie, conforme au dixième des « quatorze points » du président américain Woodrow Wilson. On leur promit tous les droits d'une minorité, mais lors des réformes agraires de 1921-1923 en faveur des paysans roumains, beaucoup de Saxons possédant plus de dix ha perdirent en partie leurs terres.

### Seconde Guerre mondiale et après
Pendant la Seconde Guerre mondiale, beaucoup de Saxons de Transylvanie furent instrumentalisés par le parti nazi local d'Andreas Schmidt, financé par l'Allemagne nazie, et furent enrôlés, non pas dans l'armée roumaine, mais dans la Wehrmacht, pour être engagés contre l'Union soviétique. Quand la Roumanie revint du côté des Alliés et déclara la guerre à l'Axe le 23 août 1944, l'armée allemande commença à retirer les Saxons civils de la Transylvanie ; cette opération fut surtout appliquée chez les Saxons du Năsăud, devenus sujets hongrois depuis 1940. Près de 100 000 Allemands fuirent d'eux-mêmes devant l'Armée rouge. En revanche, à la fin de la guerre, la Roumanie ne procéda pas à l'expulsion des Allemands restés sur place, comme les pays voisins. Malgré tout, plus de 80 000 Saxons furent arrêtés par l'Armée soviétique et envoyés dans les camps de travail forcé de Sibérie pour « collaboration avec les nazis ». Les Saxons qui restèrent furent persécutés par le régime communiste et perdirent toutes leurs propriétés (mais ce fut aussi le cas de Hongrois et des Roumains).
Jusqu'à la chute du bloc de l'est en 1989, de nombreux Allemands émigrèrent en Allemagne où ils étaient considérés comme des Volksdeutsche, des « Allemands de l'étranger », par le gouvernement allemand ; beaucoup eurent donc l'autorisation de venir en Allemagne et de devenir citoyens allemands. En raison de cette émigration, la population de Saxons de Transylvanie diminua progressivement et des villages jadis allemands se peuplèrent de Roms alors sédentarisés de force. Le gouvernement de Ceaușescu y trouva une source de revenus en faisant payer à la RFA la valeur, estimée au prix occidental, des études que ces émigrants avaient faites en Roumanie.
Le mouvement d'émigration s'amplifia entre 1990 et 1995, pour diminuer ensuite ; aujourd'hui, environ 80 000 Saxons résident encore en Roumanie, et 100 000 autres, vivant en Allemagne, y ont des résidences secondaires : beaucoup d'entre eux reviennent en Transylvanie à l'âge de la retraite.

## Démographie
Parmi les personnalités appartenant à cette communauté, Klaus Iohannis, ancien maire de Sibiu et président de la Roumanie du 21 novembre 2014 jusqu'au 12 février 2025. On peut citer également Hermann Oberth, spécialiste de l'astronautique, considéré comme l'un des pères fondateurs du vol spatial.

### Filmographie
- Radu Gabrea, Le Coq décapité, austro-hongro-roumain, 95 min, Arte, 2007. À travers quelques personnages de lycéens et de leurs familles, le film évoque le devenir de la communauté saxonne de Făgăraș entre 1935 et 1945.

### Littérature de fiction
- Le roman de Virgil Gheorghiu, La Vingt-cinquième Heure (1949) qui parle de l'expulsion, comme le fait le film homonyme (1967).
- La Bascule du souffle (2009) de Herta Müller (prix Nobel 2009)